# Republicanisme in België

De horizontale en revolutionaire vlag van België, die tegenwoordig als symbool staat voor republicanisme in België

Republicanisme in België verwijst naar het streven van sommige personen of organisaties in België om de Belgische monarchie af te schaffen en een republiek te stichten. Sommige stromingen zijn voor een Belgische republiek, in andere scenario's is een splitsing van België onderdeel van het republikeinse streven. In 2014 gaf 10% van de Walen en Franstalige Brusselaren aan republikein te zijn, terwijl dat bij Vlamingen en Nederlandstalige Brusselaren hoger lag: 25%. Ter vergelijking, in Nederland gaf in 2020 15% van de bevolking aan republikeins te zijn.

## Historische ontwikkeling

### 1577–1585 (1648): calvinistische republieken

De Nederlanden in 1577–78. In de rood gemarkeerde steden grepen radicale calvinisten de macht.

De eerste republikeinse episodes in het latere België kan men traceren naar de Tachtigjarige Oorlog, meer specifiek de jaren 1577–1585, toen in enkele door staatse rebellen beheerste Vlaamse en Brabantse steden radicale calvinisten de macht grepen. Het begon in augustus 1577 te Brussel, waar Olivier van den Tympel een Comité der XVIII aanstelde om te verzekeren dat de stad altijd in staatse handen zou zijn. Op 28 oktober 1577 pleegden Jan van Hembyze en François van Ryhove een staatsgreep in Gent waarbij ze de Vlaamse stadhouder Aarschot gevangennamen en een streng-calvinistisch bewind instelden, dat later de Gentse Republiek zou worden genoemd. De maanden daarna veroverden de calvinisten de meeste andere belangrijke Vlaamse steden. In december 1577 werd in Antwerpen ook een calvinistisch regime ingesteld. Op 6 augustus 1579 werd koning Filips II als graaf van Vlaanderen van zijn gezag vervallen verklaard en daarmee het gewest Vlaanderen formeel een republiek. Enkele dagen later op 20 augustus werd Hembyze echter uit Gent verbannen en het gezag van de rebellenleider Willem van Oranje hersteld. Het besluit werd ongedaan gemaakt omdat Oranje toen nog de koning trouw probeerde te blijven. Twee jaar later zouden de Staten-Generaal echter alsnog het Plakkaat van Verlatinghe aannemen, Filips II collectief afzweren en feitelijk de onafhankelijkheid uitroepen van de toen opstandige gewesten, inclusief Vlaanderen, Brabant en Mechelen (het laatste werd in 1580 door calvinisten veroverd). De opstandige gewesten en steden waren de facto een republiek, hetgeen pas in 1588 formeel vastgelegd werd met de Justificatie of Deductie, maar tegen die tijd waren de meeste latere "Zuidelijke" steden al heroverd door het Spaanse leger (Oostende pas in 1604).

### 1648–1780: van Spanje naar Oostenrijk
De Vrede van Münster bracht de Zuidelijke Nederlanden definitief terug onder koninklijk Spaans gezag, terwijl de noordelijke Republiek onafhankelijk werd. Een grote stroom vluchtelingen uit het zuiden naar het noorden, vooral protestanten, en handelaren uit de geblokkeerde Antwerpse haven, had grote demografische gevolgen.
Tijdens de Spaanse Successieoorlog (1701–1714) waren de Spaanse Nederlanden in handen van troepen van de Republiek gekomen. Toch werden de beide Nederlanden niet herenigd. Met de Vrede van Utrecht van 1713 werden zij aan de Oostenrijkse tak van het huis Habsburg toegewezen, waarna de feitelijke overdracht plaatsvond in 1715. De Verenigde Provinciën behielden aanvankelijk nog enige militaire controle door garnizoenen in de barrièresteden. Maar onder keizer Jozef II (r. 1780–1790) werd besloten tot sloping van de vestingen der Nederlanden, met uitzondering van die van Antwerpen en Luxemburg, en namen keizerlijke troepen de macht over.

### 1780–1790: Brabantse Omwenteling

#### Hervormingen en weerstand
Na in 1781 een studiereis door de nu Oostenrijkse Nederlanden te hebben ondernomen en verbaasd te zijn over de inefficiënte middeleeuwse wirwar van kerkelijke, politieke en juridische instellingen, besloot Jozef II dat het tijd was voor een modern, logisch gestructureerd bestuur en rechtsstelsel. Bovendien meende hij dat de staat macht diende te hebben over de kerk, hetgeen jozefinisme werd genoemd. Per edict voerde hij van boven af verschillende hervormingen door, die echter vanaf 1787 op groeiend verzet stuitten. De weerstand kwam uit zowel uit conservatieve als progressieve hoek. De conservatieve partij, de statisten of nootianen, werd gevormd door de adel, geestelijkheid en ambachten onder leiding van de Brusselse advocaat Hendrik van der Noot. Zij wilden alle hervormingen –die hun machtsposities aantastten– terugdraaien. De progressieven, afkomstig uit de nieuwe burgerij, waren democratisch ingesteld en werden geleid door een andere Brusselse advocaat, Jan Frans Vonck, en daarom vonckisten genoemd. Zij juichten de hervormingen meestal toe, maar niet hoe deze op autoritaire wijze werden opgelegd. Ondanks hun grote verschillen, vonden de statisten en vonckisten elkaar in hun revolte tegen Jozef II.
Eerst kwam het verzet vooral uit Brabant en Henegouwen. Net zoals de patriotten in het noorden kreeg de weerstand tegen de eigenzinnige hervormingen van de Oostenrijkse Habsburgse vorst een steeds republikeinser karakter. Enerzijds verwees men terug naar een vermeende antieke "Belgische vrijheid" die men terugeiste (zoals de noordelijke patriotten verwezen naar de oude Bataven), anderzijds trok men vaak de vergelijking met de 16e-eeuwse opstand tegen de Spaanse Habsburgers en keek daarbij hoopvol naar de Nederlandse Republiek, Pruisen en Engeland voor bijstand. Toen in september 1787 de Pruisische inval echter de Noord-Nederlandse patriotten versloeg, grotendeels uit de Republiek verdreef en de Oranjerestauratie werd doorgevoerd, kon men die hulp vergeten. Van der Noots voorstellen om prins Frederik, de tweede zoon van stadhouder Willem V, uit te roepen tot stadhouder van een vrije Zuid-Nederlandse Republiek en een mogelijke hereniging van de Zeventien Provinciën, werden in mei 1789 afgewezen door de Hollandse raadspensionaris Laurens Pieter van de Spiegel. Het motief hiervoor lijkt niet zozeer de religieuze verschillen tussen noord en zuid te zijn geweest als wel de economische concurrentie die het noorden vreesde als de Schelde weer werd geopend voor de handel van en naar Antwerpen. In Engeland ving Van der Noot ook bot. Alleen Pruisen was wel enigszins bereid om een Zuid-Nederlandse rebellie te steunen, zeker niet om ideologische redenen (immers had het net een soortgelijke opstand in het noorden neergeslagen), maar wel strategische: het verzwakken van Oostenrijk was in zijn voordeel.
In Breda zette Van der Noot een revolutionair comité op, terwijl ondertussen –onafhankelijk van hem– Vonck in Brussel een oproep deed tot het vormen van een volksleger. Vonck werd politiek gesteund door het geheime genootschap Pro aris et focis (opgericht in mei 1789) van de verlichte nationalist Jan Baptist Verlooy en financieel gesteund door de clerus. Toen Jozef II de derde stand wilde hervormen, liet de Raad van Brabant op 9 mei bij meerderheidsstemming weten dat dit een schending van de constitutie was. Kort daarop schreef aartsbisschop Joannes Henricus van Frankenberg een wijd verspreid pamflet, waarin hij beweerde dat, door het aan banden leggen van de clerus, de katholieke godsdienst onder vuur lag van de Oostenrijkse hervormingsdwang en het tijd was om de wapens op te nemen. Op 18 juni werd aan de Staten van Brabant medegedeeld dat de hervorming van de derde stand per keizerlijk edict zou worden opgelegd. Toen de Staten weigerden, wijzende op de uitspraak van de Raad van Brabant, bezette het keizerlijke leger de Grote Markt van Brussel en werden dezelfde dag nog de Blijde Inkomst en alle gewestelijke privileges afgeschaft, de deputatie der Staten opgeheven, de Raad van Brabant ontbonden en haar functies overgedragen aan de Grote Raad van Mechelen. Tijdens deze keizerlijke staatsgreep werden bovendien pogingen gedaan om leden van de Raad van Brabant op te pakken bij huiszoekingen; op een na wisten zij echter tijdig te vluchten, waarvan enkelen naar Breda. Deze gebeurtenissen deden de oppositie radicaliseren, mede geïnspireerd door soortgelijke ontwikkelingen in Frankrijk, waar de derde stand zich op 17 juni had uitgeroepen tot Nationale Vergadering en op 20 juni de Eed op de Kaatsbaan zwoer: het begin van de Franse Revolutie. Het grote verschil was echter dat de Franse beweging mede gericht was tegen de aristocratie en haar privileges, terwijl de Brabantse beweging, met uitzondering van enkele vonckisten, juist door aristocraten werd geleid die hun privileges wilden beschermen.

#### Patriottische opstand

Vlag van de Brabantse Omwenteling (1790).

Nadat in Parijs de Franse Revolutie was uitgebroken, op 14 juli dramatisch versterkt door de bestorming van de Bastille, volgde in augustus de Luikse Revolutie: de Luikse Republiek werd uitgeroepen en men nam op 16 september een Verklaring van de rechten van de mens en de burger naar het Franse voorbeeld van 26 augustus aan. Ondertussen zocht Pro aris et focis naar een veilige plaats in het buitenland om het volksleger te verzamelen en trainen, waarbij Vonck middels zijn vriend De Brouwer een verzoek richtte aan het Comité van Breda om daar de troepen te huisvesten. Echter, Van der Noot weigerde met hoogmoedige minachting, omdat hij niet geloofde in een volkse omwenteling; hij had al zijn zinnen gezet op een buitenlandse militaire interventie, ook al haalde zijn lobbywerk, met uitzondering van vage Pruisische beloften, niets uit. De Luikse Revolutie bood Pro aris et focis nieuwe mogelijkheden en spoeding werd een militair hoofdkwartier opgezet in Hasselt. Op 30 augustus vond Vonck de oud-officier Jan Andries vander Mersch bereid om commandant van het rebellenleger te worden. Uit alle delen van het land stroomden enkele duizenden goed bewapende jongemannen naar Hasselt. De keizerlijke regering raakte spoedig op de hoogte van de republikeinse samenzwering en de keizer, hoewel geschrokken van de opkomende weerstand, had vanwege de Oostenrijks-Turkse Oorlog (1787-1791) geen troepen beschikbaar om met geweld zijn wil door te drukken, alleen om enkele vermeende revolutionairen te arresteren (aartsbisschop Frankenberg kreeg 14 september huisarrest). Hij instrueerde zijn gevolmachtigde minister in Brussel, Ferdinand von Trauttmansdorff (die zich weinig zorgen maakte over de patriotten), om aan te sturen op verzoening.
In september telde het rebellenleger in Hasselt al een paar duizend man en werd er toch samenwerking tussen de Bredase statisten en de Hasseltse vonckisten opgezet. De Brusselse regering besloot het Luikse grondgebied niet meer te respecteren en op 9 oktober een snelle, krachtige expeditie naar Hasselt te ondernemen; dit plan lekte echter uit en zodra de Oostenrijkers aankwamen, waren de patriotten al gevlucht naar Breda. Van der Noot, die in de zomer nog zo tegen een volksleger had geageerd, gaf deze vrijwilligers na enige aarzeling (het was immers niet op zijn initiatief) zijn zegen. De in Breda verenigde vonckisten en statisten besloten dat de tijd gekomen was. Op 24 oktober 1789 viel het patriottenleger het zuiden binnen. Op de dag van de invasie publiceerde Van der Noot te Hoogstraten het Manifest van het Brabantse Volk, dat vrijwel identiek was aan het Plakkaat van Verlatinghe uit 1581, maar dan aangepast aan de situatie van 1789 en vertaald naar het Frans. Drie dagen later, op 27 oktober, versloegen de Belgische patriotten het Oostenrijkse leger in de slag bij Turnhout. In november werden Antwerpen, Gent, Tienen en Diest veroverd, terwijl de Habsburgse bestuurders Brussel ontvluchtten en de overgebleven regeringstroepen zich terugtrokken op de citadel van Antwerpen (gaf zich over in maart 1790) en de citadel van Luxemburg (het enige gewest dat niet meedeed aan de opstand). Bovendien bezette een Pruisisch garnizoen de stad Luik (de buitenlandse interventie, zij het beperkt, waarvoor Van der Noot zo veel had geijverd), om daarmee eventuele Oostenrijkse versterkingen de pas af te snijden en de Brabantse en Luikse revolutionairen de tijd te geven om zichzelf te organiseren. In december werd uiteindelijk Brussel ingenomen. Op 4 januari 1790 werd het Manifest van de Provincie Vlaanderen gepubliceerd (geïnspireerd door de Amerikaanse Onafhankelijkheidsverklaring van 1776), waarmee de Staten van Vlaanderen zich naar het voorbeeld van Brabant een onafhankelijke republiek verklaarden en Jozef II afzwoeren. Er was tussen de gewesten echter wel behoefte om tot onderlinge samenwerking te komen.

#### Oprichting Verenigde Nederlandse Staten
Op 7 januari werden de Staten-Generaal bijeen geroepen te Brussel; 53 afgevaardigden van alle gewesten met uitzondering van Luxemburg waren aanwezig. Op 11 januari werd de Republiek van de Verenigde Nederlandse Staten (Frans: République des États Belgiques Unis) uitgeroepen en herdoopten de Staten-Generaal zichzelf Soeverein Congres. De nieuwe grondwet was sterk afgekeken van de Amerikaanse Artikelen van Confederatie (1776), die op hun beurt gebaseerd waren op de Unie van Utrecht (1579). De nieuwe staat was zodoende een confederale republiek die met een mengeling van Amerikaanse en Noord-Nederlandse elementen een compromis vormde tussen de noordelijke Republiek en de Verenigde Staten. Op gewestelijk niveau werden echter alle oude toestanden en privileges behouden, hetgeen tegen de zin van de vonckisten was, die via cijnskiesrecht voor politieke inspraak van de burgerij ijverden. Daarop begonnen de statisten een haat- en lastercampagne tegen de vonckisten en ruide het gepeupel tegen hen op met behulp van de clerus (kardinaal Frankenberg veroordeelde de vonckisten in zijn vastenbrief van 31 januari).
De Habsburgse monarchie herstelde zich echter spoedig in december 1790.

### 1790–1804: revolutie vs. restauratie
De Pruisische troepen trokken zich terug uit Luik na de Conventie van Reichenbach (27 juli 1790) tussen Pruisen en Oostenrijk. Er werd een Luiks vrijwilligersleger opgezet, dat echter geen weerstand kon bieden toen een grote Oostenrijkse krijgsmacht op 12 januari 1791 Luik hernam en een einde maakte aan de Luikse Republiek.

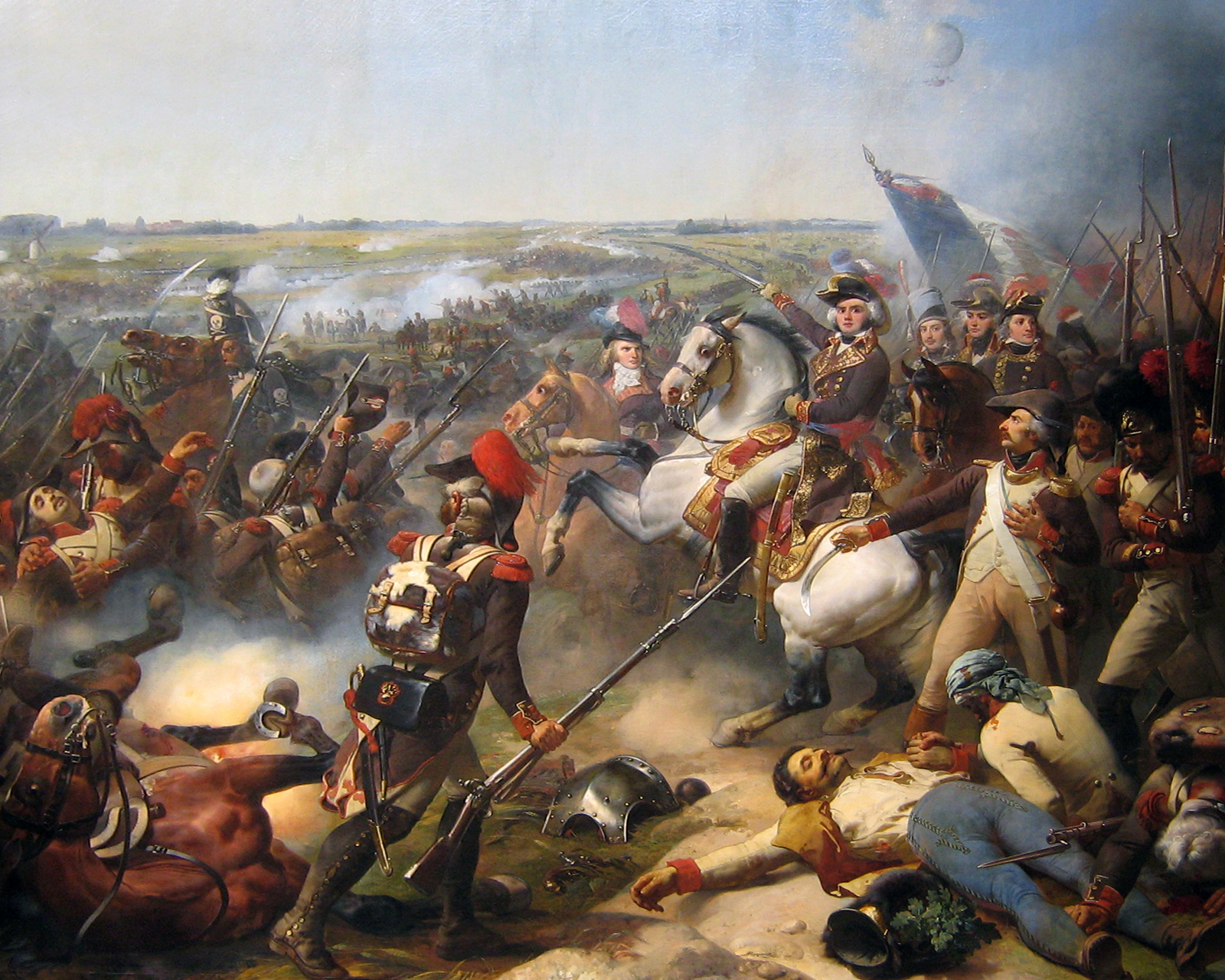
De Slag bij Fleurus (1794). Schilderij uit 1837.

De 'Brabantse' en Luikse revolutionaire leiders vluchtten voor een groot deel naar Frankrijk en ijverden op hun beurt in ballingschap voor hun zaak. Op 20 januari 1792 werd in Parijs het Comité der vereenigde Nederlanders en Luykenaers (ook wel vereenigd Comité der beyde Natien, Frans: Comité général des Belges et Liégeois Unis) opgericht, dat een onafhankelijke republiek naar Frans model nastreefde. Het Comité verklaarde dat de gehoopte revolutie helaas mislukt was, maar men de volgende kans zou afwachten om het 'vaderland te bevrijden'. Men zette uiteen waarom een revolutie nodig zou zijn: alle burgers zijn gelijk en hebben samen de volkssoevereiniteit ("Oppermagtigheyd der Natie"). Een grondwet ("staet-stelling"), die men goeddeels aan de Franse Grondwet van 1791 ontleende, diende deze burgerlijke gelijkheid en soevereiniteit te waarborgen. Deze bevatte onder meer een Nederlandstalige Verklaring van de rechten van de mens en de burger, de belangrijkste staatsinstellingen van de Belgische Republiek, een definiëring van burgerschap, hoe de scheiding der machten zou worden geregeld en verkiezingen georganiseerd voor de volksvertegenwoordiging. Bovendien voorzag men in een 50-koppige 'Omwentelings-Magt', gekozen uit de leden van het Comité, die een voorlopig bewind zouden voeren zodra de revolutie in gang was gezet totdat de staatsinstellingen zouden zijn gevormd en verkiezingen gehouden.
Frankrijk zelf riep pas op 21 september 1792 de republiek uit. De Nationale Conventie streefde er naar om de Zuidelijke Nederlanden te annexeren en stelde daarom de plannen van het Comité ondergeschikt aan haar imperialistische idealen.
Na de Franse overwinning in de slag bij Jemappes (6 november 1792) werden de Zuidelijke Nederlanden en Luik bezet door de nieuwe Franse Republiek. Echter, voordat de annexatieplannen goed en wel konden worden uitgevoerd, werden de Fransen verslagen in de slag bij Neerwinden (24 maart 1793) en vond er opnieuw een Oostenrijks-Luikse restauratie plaats. De slag bij Fleurus (26 juni 1794) verzekerde de Franse verovering. De "bevrijde" Zuidelijke Nederlanden en Luik werden in 1795 in negen departementen opgedeeld die op 1 oktober 1795 bij de Franse Republiek werden ingelijfd.

### 1804–1830: Restauratie en ontstaan België
Met de kroning van Napoleon op 2 december 1804 kwam er weer een monarchie aan de macht in de Zuidelijke Nederlanden: het Eerste Franse Keizerrijk (1804–1815). Na de Franse nederlaag in de Zesde Coalitieoorlog trad Napoleon op 11 april 1814 af met het Verdrag van Fontainebleau. Het Congres van Wenen bepaalde dat de voormalige zuidelijke Oostenrijkse Nederlanden en de noordelijke oude Republiek samen het Verenigd Koninkrijk der Nederlanden onder Willem I van het huis Oranje-Nassau zouden vormen. 
Tijdens de Belgische Revolutie werden er op 3 november 1830 verkiezingen gehouden voor het Nationaal Congres, waarvoor een handvol antiklerikale republikeinen werd verkozen; de meerderheid bepaalde echter bij een stemming op 22 november dat de op te richten Belgische staat een parlementaire monarchie zou worden. In de besprekingen viel op dat de Congresleden de koning wel zo weinig mogelijk macht wilden geven en in feite een soort gekroonde republiek nastreefden; er werd gesproken in termen zoals république monarchique, monarchie républicaine, république déguisée en république royale. Zo zei Charles-Ghislain Vilain XIIII:

Je me prononcerai, messieurs, en faveur de la monarchie constitutionelle, mais assise sur les bases les plus libérales, les plus populaires, les plus républicaines.
(Heren, ik spreek mij uit ten gunste van de constitutionele monarchie, maar gestoeld op de meest liberale, burgerlijke, republikeinse grondvesten.)

De Belgische Grondwet van 1831 was geschreven als een reactie op het te autoritair bevonden beleid van Willem I. Men wilde de koninklijke macht aan banden leggen, zonder een dynastiek staatshoofd op te geven. In 1847 merkte vrederechter Thimus op dat "het nieuwe koningschap nauwelijks verschilt van het presidentschap in een republiek, behalve qua erfelijkheid en onschendbaarheid".

### 1884: afloop Schoolstrijd
In 1884 kwam de Eerste Schoolstrijd tussen katholieken en antiklerikalen (destijds vooral liberalen en een kleine maar groeiende groep socialisten) tot een kookpunt. De inzet was de secularisering van het onderwijs zoals vastgelegd met de Wet-Van Humbeeck voor het lager onderwijs (1879) en de Wet voor het middelbaar onderwijs (1881), die de antiklerikale liberalen succesvol geïmplementeerd hadden. Een oproep van de katholieken aan koning Leopold II om de wet niet te ondertekenen had geen succes en dus zagen de liberalen in hem een bondgenoot. Daarop mobiliseerde de katholieke kerk haar aanhang en voerde felle campagnes om de scholen katholiek te houden. Na een katholieke verkiezingsoverwinning in juni 1884 stonden de antiklerikale schoolwetten weer ter discussie.
De liberalen en socialisten trachtten koste wat kost de wetten te behouden, waarbij het op 7 september 1884 zelfs tot een bloedig gevecht met katholieke betogers in de Brusselse straten kwam. Maar Leopold II besloot op 20 september de nieuwe katholieke schoolwet toch te ondertekenen, wat tot een republikeinse radicalisering leidde onder de antiklerikalen, die zich verraden voelden. Dagen achter elkaar schreven de liberale en socialistische pers bijtende stukken met felle kritiek op de monarchie en roddels over het koningshuis en werd er in Brussel luidkeels geprotesteerd tegen de koning en voor een republikeinse revolutie. Op 23 september verstoorden 3000 republikeinse betogers de herdenking van de Belgische Revolutie door de Marseillaise en de Carmagnole te zingen. De socialistische aanvoerders Jean Volders, hoofdredacteur van het linkse blad Le National Belge, en de politicus Louis Bertrand, werden opgepakt. Burgemeester Karel Buls, hoewel zelf liberaal, riep burgers op om verdere manifestaties te staken –op straffe van hard politieoptreden– en de schoolwet voorlopig te accepteren tot nieuwe verkiezingen hen de kans zou geven om de gang van zaken te veranderen. De koning weifelde en overwoog om de veel gepleegde majesteitsschennis door de vingers te zien om de situatie niet verder te laten escaleren en het republicanisme nog meer publiciteit te geven, terwijl de katholieke regering voorstander was van hardhandige repressie. De redactie van Le National Belge werd onderworpen aan een huiszoeking en leden aangeklaagd wegens het smeden van een 'republikeins complot' tegen de staatsinstellingen. Uiteindelijk is de repressie bijgestuurd.
Bij de gemeenteraadsverkiezingen van 19 oktober 1884 wonnen de liberalen met overmacht in de grote steden, waarop de koning, uit angst voor een antimonarchistische coalitie tussen liberalen, socialisten en republikeinen, besloot de regering te herschikken en de nieuwe schoolwet minder scherp toe te laten passen. Dit deed uiteindelijk de spanningen weer afnemen.

### 20e eeuw: Waalse en Vlaamse Bewegingen
Republicanisme in België zou eerst, mede onder invloed van het marxisme, vooral prominent worden in de vroege 20e-eeuwse Waalse Beweging, waarvan een groot deel streefde naar aansluiting bij Frankrijk.

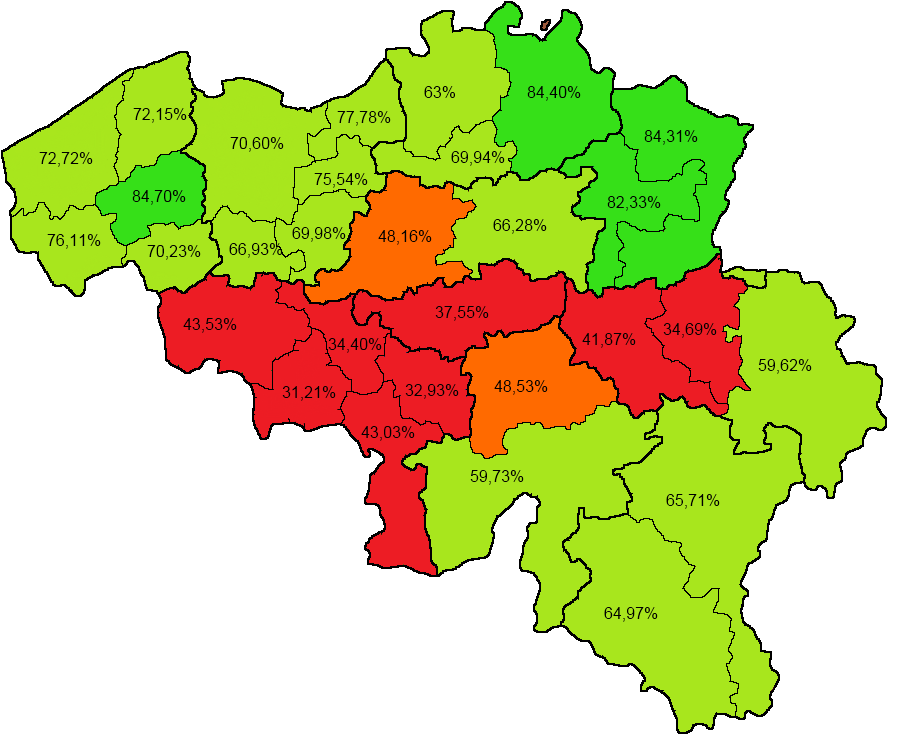
Het percentage geldige stemmen vóór de terugkeer van Leopold III, per kiesarrondissement. Groen is meerderheid voor, rood is meerderheid tegen, oranje is bijna 50%.

De Vlaamse Beweging vertoonde pas in de tweede helft van de 20e eeuw een groeiend aantal republikeinen. De Frontbeweging van tijdens de Eerste Wereldoorlog deed nog een beroep op koning Albert I om de Vlaamse grieven te verlichten. Het keerpunt kwam tijdens de Koningskwestie (1950), toen nog een grote meerderheid (72%) van de Vlamingen leopoldist was, in Wallonië een krappe meerderheid van 58% antileopoldist, en daarmee België als geheel voor 57,7% vóór de terugkeer van Leopold III. Onder de antileopoldisten waren er veel republikeinen, vooral Franstaligen, die niet alleen tegen de terugkeer van Leopold waren, maar überhaupt geen koning wilden. Hoewel hij in principe voldoende steun had en de regering hem daarom terughaalde, kwam het tot stakingen in het hele land, vooral Wallonië, en dodelijke rellen, waarna de regering een akkoord sloot met de koning om diens zoon Boudewijn snel te laten opvolgen om de gemoederen te bedaren. Vooral de leopoldistische Vlamingen voelden zich hierdoor tekort gedaan, omdat zij als democratische meerderheid niet hun zin hadden gekregen en het koningshuis kennelijk de opinie van de Franstalige minderheid belangrijker vond. In de Vlaamse Beweging begon men hierdoor de monarchie steeds meer als een obstakel te zien op de weg naar Vlaamse ontvoogding.
Bij de eedaflegging van Boudewijn op 11 augustus werd er "Vive la république!" geroepen door een onbekend parlementslid. Julien Lahaut, voorzitter van de Kommunistische Partij, werd ervoor verantwoordelijk gehouden en een week later door royalisten vermoord. Het is echter onduidelijk of hij het riep en niet een of meerdere communistische partijgenoten (onder andere Henri Glineur en Georges Glineur worden genoemd). Een echo van dit incident geschiedde tijdens de eedaflegging van Albert II in 1993, toen de Vlaamse parlementariër Jean-Pierre Van Rossem riep: "Vive la république d'Europe! Vive Lahaut!" (Leve de republiek Europa! Leve Lahaut!).

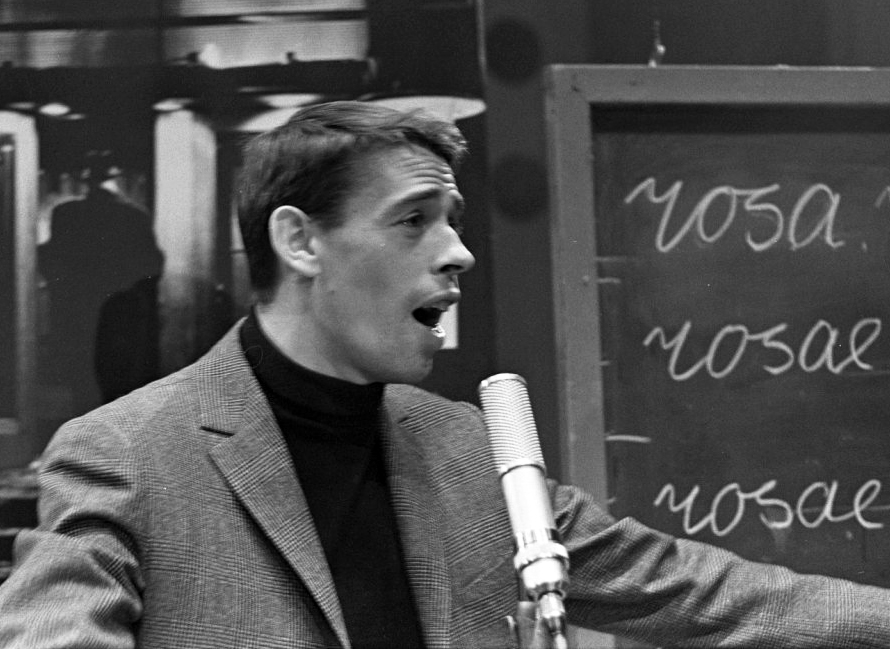
Zanger Jacques Brel wilde 'korte metten met de monarchie' maken.

In 1966 veroorzaakte de populaire chansonnier Jacques Brel opschudding met zijn liedje La...La...La... met de teksten "Vive la République" en "Merde pour les flamingants". Het leidde tot felle kritiek, tot aan parlementaire vragen aan toe, en oproepen tot excuses. Brel beet echter van zich af: "In het door de Vlamingen gewraakte lied maak ik korte metten met de monarchie. Het is ondenkbaar dat wij anno 1966 nog een sliert koningen, prinsessen, prinsen plus hun hele hofhouding onderhouden. In Holland ageert men tegen het koningshuis, in België herkauwt het vee en dommelt door."
De Abortuskwestie van eind maart tot begin april 1990 veroorzaakte een institutionele crisis. Koning Boudewijn weigerde de Wet betreffende de zwangerschapsafbreking van 3 april 1990, die een gedeeltelijke en voorwaardelijke liberalisering van abortus inhield en al was goedgekeurd door het parlement, te bekrachtigen door gewetensbezwaren vanuit zijn rooms-katholieke geloof. De koning was grondwettelijk verplicht om iedere goedgekeurde wet te ondertekenen, maar wegens de koninklijke onschendbaarheid zou dit niet hem aan te rekenen zijn, maar de ministers. De ministerraad verklaarde op 3 april 1990 dat Boudewijn in de onmogelijkheid om te regeren verkeerde en ontsloeg hem voor de duur van 36 uur van zijn constitutionele taken. Vervolgens bekrachtigde de regering zelf de wet en op 5 april werd Boudewijn door de verenigde Kamers in zijn bevoegdheden hersteld. Er volgden discussies over het recht van de koning om zijn persoonlijk bezwaar te laten opwegen tegen zijn grondwettelijke plichten. Volgens sommige politici was deze oplossing 'onaanvaardbaar' en 'niet voor herhaling vatbaar in een moderne democratie' en dient de rol van de koning ofwel verder beperkt ofwel geheel opgeheven te worden.

### 21e eeuw
Onderzoek van de KU Leuven toonde aan dat zowel de publieke omroep VRT als de commerciële omroep VTM tussen 2003 en 2012 hun aandacht voor de monarchie en andere koningshuizen hebben gehalveerd van 3% naar 1,5%.

## Opiniepeilingen
Omdat in een monarchie het staatshoofd niet gelegitimeerd wordt door directe of indirecte verkiezingen, zijn opiniepeilingen een belangrijke graadmeter om te bestuderen in hoeverre het koningschap en de persoon die het bekleedt publieke steun genieten. Dergelijke peilingen wijzen er doorgaans op dat een meerderheid van de bevolking sympathie heeft voor de monarch en republikeinen in een minderheidspositie verkeren. Volgens het Instituut voor Sociaal en Politiek Opinieonderzoek (ISPO) van de KU Leuven is dit wellicht een van de redenen waarom de meeste politieke partijen zich ervoor hoeden om de monarchie openlijk in vraag te stellen.
Uit een peiling van Ipsos in opdracht van De Standaard en La Libre Belgique uit 2010 bleek 64% van de Belgen de monarchie te steunen: in Wallonië 74%, in het Brussels Gewest 73%, in Vlaanderen 54%.
Een enquête van VTM onder 1000 Belgen (500 Vlamingen en 500 Franstaligen) eind januari 2013 liet zien dat 52% van de Vlamingen en 22% van de Franstaligen voor afschaffing van het koningshuis was. Mocht België echter splitsen, dan zou 53% van de Walen ook een republiek willen, volgens onderzoek van Ipsos in opdracht van Sud Presse in mei 2013.
Een Ipsos-enquête in opdracht van VTM, RTL, De Morgen en Le Soir in juni 2013 toonde dat 13% van de Franstaligen principieel voorstander was van een republiek en 20-21% van de Vlamingen; 21% Franstaligen wilde een protocollaire monarchie, 48% Vlamingen; 66% Franstaligen wilde niets veranderen, bij de Vlamingen 31%.
Het ISPO concludeerde in 2016 in een meta-analyse, die peilingen over de monarchie uit 1990, 1999, 2002, 2003 en 2014 vergeleek, dat sinds 1990 uitgesproken steun voor de huidige monarchie in Vlaanderen sterk is gedaald (62% naar 45%) en in Wallonië van 1990 (60%) na een stijging in 2003 (70%) daarna ook licht is afgenomen (66%). 33% van de Vlamingen wilde in 2014 een louter ceremonieel koningschap, 25% was republikein; bij de Franstaligen was dit  aandeel 25% respectievelijk 10%. De doorgaande secularisering en het verhoogde opleidingsniveau van de bevolking verklaren deze afgenomen steun ten dele. Aan Vlaamse zijde zijn aanhangers van N-VA en Groen het minst koningsgezind (Vlaams Belang is niet gemeten), aan Franstalige zijde Ecolo.
Een peiling van Ipsos in april 2016 vond dat 11% van de Belgen volledig vertrouwde op koning Filip, 58% gaf aan eerder vertrouwen te hebben, 21% had eerder geen vertrouwen en 10% had helemaal geen vertrouwen. In september 2017 bleek uit een iVOX-peiling dat 50,6% van de Belgen voorstander was van een louter protocollair koningschap. Bij de Nederlandstaligen waren er 61,2% voorstanders. Bij de Franstaligen slechts 35%. Een kwart van de Belgen was republikein (in Vlaanderen 30%), terwijl 58,2% voorstander is van de monarchie (bij de Franstalige Belgen 64,8%).
In een peiling van Ipsos naar aanleiding van het tiende jaar koningschap van koning Filip in 2023 was 57% van de ondervraagde Belgen voorstander van de monarchie, 28% was voorstander van een republiek. Een meerderheid (54%) vond dat de koning een rol mocht blijven spelen bij de federale regeringsvorming.

## Partijen en organisaties
In het huidige België bestaan verschillende partijen en organisaties die streven naar een republiek.
Politieke partijen
- de Partij van de Arbeid van België (PVDA): "De PVDA is voor een democratische republiek België (...)."[34]
- Libertair, Direct, Democratisch (LDD): "Politieke rechten krijgen door afstamming is een middeleeuws onrecht (...)."[35]
- de Linkse Socialistische Partij (LSP): "Wij komen op voor een democratisch socialistische republiek (...)."[36]
- de Nieuw-Vlaamse Alliantie (N-VA): "De burgers moeten zelf kunnen bepalen wie aan het roer staat. (...) De monarchie is achterhaald."[37]
- Vlaams Belang (VB): "Een ‘Ordelijke Opdeling’ van België moet van Vlaanderen een staatkundig onafhankelijke republiek maken (...)."[38]
- Rassemblement Wallonie-France (RWF): "Het R.W.F. is de enige republikeinse partij in Wallonië en Brussel".[39]
- Rassemblement Wallon (RW): "Wij situeren ons op de as van de democratie, met republikeins genoemde waarden."[40]

Maatschappelijke organisaties
- de drietalige nationale vereniging de Republikeinse Kring (CRK): "De Republikeinse Kring gaat enkel voor de republiek, voor het republikeins principe. Wij spreken ons niet uit over de toekomst van het land [d.w.z. een eventuele splitsing van België]."[41]
- de denkgroep Res Publica: "Res Publica (...) ijvert voor Vlaamse onafhankelijkheid in een republikeins perspectief."[42]

## Trivia
In België en Nederland wordt idolatrie (kruiperige verering) voor één of meerdere leden van de Koninklijke Familie door republikeinen en critici ook weleens spottend hermelijnkoorts of hofdolheid genoemd. Het woord werd ironisch genoeg voor het eerst gebruikt door Koningin Wilhelmina.

## Verder lezen
- Trachet, Tim, Alles over de monarchie. Van Leopold I tot prinses Mathilde (2010). Uitgeverij Houtekiet. ISBN 9789089241054
- Witte, Els, Belgische Republikeinen. Radicalen tussen twee revoluties, 1830-1850 (2020). ISBN 9789463105071
- Wouters, Veerle & Vuye, Hendrik, De maat van de monarchie. Macht en middelen van het Belgisch koningshuis (2016) Uitgeverij Vrijdag. ISBN 9789460014468